# Björktjäratjärnen
Björktjäratjärnen är en sjö i Bollnäs kommun i Hälsingland och ingår i Ljusnans huvudavrinningsområde. Sjön är 8,6 meter djup, har en yta på 0,053 kvadratkilometer och är belägen 56,3 meter över havet.

## Delavrinningsområde
Björktjäratjärnen ingår i det delavrinningsområde (680517-153194) som SMHI kallar för Inloppet i Varpen. Medelhöjden är 128 meter över havet och ytan är 15,9 kvadratkilometer. Räknas de 1504 avrinningsområdena uppströms in blir den ackumulerade arean 15 242,18 kvadratkilometer. Avrinningsområdets utflöde Ljusnan mynnar i havet. Avrinningsområdet består mestadels av skog (56 procent). Avrinningsområdet har 0,28 kvadratkilometer vattenytor vilket ger det en sjöprocent på 1,7 procent. Bebyggelsen i området täcker en yta av 4,27 kvadratkilometer eller 27 procent av avrinningsområdet.